# Clytie haifae
Clytie haifae är en fjärilsart som beskrevs av Habisch 1905. Clytie haifae ingår i släktet Clytie och familjen nattflyn. Inga underarter finns listade i Catalogue of Life.